# Воррентон (Міссурі)
Воррентон (англ. Warrenton) — місто (англ. city) в США, в окрузі Воррен штату Міссурі. Населення — 8429 осіб (2020).

## Географія
Воррентон розташований за координатами 38°49′8″ пн. ш. 91°8′7″ зх. д. / 38.81889° пн. ш. 91.13528° зх. д. (38.818896, -91.135325).  За даними Бюро перепису населення США в 2010 році місто мало площу 21,92 км², з яких 21,68 км² — суходіл та 0,24 км² — водойми.

## Демографія
Згідно з переписом 2010 року, у місті мешкало 7880 осіб у 2927 домогосподарствах у складі 1969 родин. Густота населення становила 360 осіб/км².  Було 3196 помешкань (146/км²).
Расовий склад населення:
| - 93,9 % — білих - 2,1 % — чорних або афроамериканців - 0,7 % — азіатів - 0,6 % — корінних американців - 0,1 % — вихідців з тихоокеанських островів |

До двох чи більше рас належало 1,8 %. Частка іспаномовних становила 3,7 % від усіх жителів.
За віковим діапазоном населення розподілялося таким чином: 29,1 % — особи молодші 18 років, 58,1 % — особи у віці 18—64 років, 12,8 % — особи у віці 65 років та старші. Медіана віку мешканця становила 32,4 року. На 100 осіб жіночої статі у місті припадало 92,0 чоловіків;  на 100 жінок у віці від 18 років та старших — 89,6 чоловіків також старших 18 років.
Середній дохід на одне домашнє господарство  становив 51 138 доларів США (медіана — 41 627), а середній дохід на одну сім'ю — 60 448 доларів (медіана — 51 220). Медіана доходів становила 41 196 доларів для чоловіків та 29 726 доларів для жінок. За межею бідності перебувало 24,5 % осіб, у тому числі 32,3 % дітей у віці до 18 років та 10,3 % осіб у віці 65 років та старших.
Цивільне працевлаштоване населення становило 3121 осіб. Основні галузі зайнятості: освіта, охорона здоров'я та соціальна допомога — 26,5 %, виробництво — 16,8 %, мистецтво, розваги та відпочинок — 10,6 %, роздрібна торгівля — 9,5 %.